# انریکه بارزولا
انریکه بارزولا (انگلیسی: Enrique Barzola؛ زادهٔ ۲۸ آوریل ۱۹۸۹) ورزشکار هنرهای رزمی ترکیبی اهل پرو است. وی از سال ۲۰۱۲ میلادی تاکنون مشغول فعالیت بوده‌است.